# Centre Municipal de Tennis Vall d’Hebron
Das Centre Municipal de Tennis Vall d’Hebron ist ein Tenniszentrum im Stadtbezirk Horta-Guinardó der spanischen Stadt Barcelona.

## Geschichte
Als Barcelona 1986 den Zuschlag zur Ausrichtung der Olympischen Sommerspiele 1992 erhielt wurde das Tenniszentrum nach den Plänen des Architekten Tonet Sunyer mit 17 Plätzen errichtet. Der Center Court bietet 3430 Zuschauern Platz. Während den Olympischen Spielen wurde die Kapazität auf 8000 Plätze erhöht. Zwei weitere Plätze mit jeweils 1000 Zuschauerplätzen dienten ebenfalls als Austragungsort für die Spiele.
Nach den Olympischen Spielen war das Stadion auch Austragungsort von Turnieren auf der WTA Tour.